# Kento Hashimoto (fotbollsspelare född 1999)
Kento Hashimoto (橋本 拳人 Hashimoto Kento?), född 8 december 1999 i Kanagawa prefektur, är en japansk fotbollsspelare.
Hashimoto började sin karriär 2020 i Renofa Yamaguchi FC.